# Én dải
Én dải, tên khoa học Riparia cincta, là một loài chim trong họ Hirundinidae.